# Saules (Saône-et-Loire)
Saules ist eine französische Gemeinde mit 124 Einwohnern (Stand: 1. Januar 2022) im Département Saône-et-Loire in der Region Bourgogne-Franche-Comté (vor 2016 Bourgogne). Die Gemeinde gehört zum Arrondissement Chalon-sur-Saône und zum Kanton Givry (bis 2015: Buxy). 

## Lage
Saules liegt etwa 20 Kilometer südwestlich von Chalon-sur-Saône. Umgeben wird Saules von den Nachbargemeinden Chenôves im Norden, Saint-Boil im Osten und Südosten, Culles-les-Roches im Süden und Westen sowie Fley im Nordwesten.

## Bevölkerung
| Jahr                      | 1962 | 1968 | 1975 | 1982 | 1990 | 1999 | 2006 | 2011 | 2016 |
| ------------------------- | ---- | ---- | ---- | ---- | ---- | ---- | ---- | ---- | ---- |
| Einwohnerzahl             | 146  | 134  | 117  | 110  | 109  | 118  | 127  | 122  | 128  |
| Quelle: Cassini und INSEE |      |      |      |      |      |      |      |      |      |

## Sehenswürdigkeiten

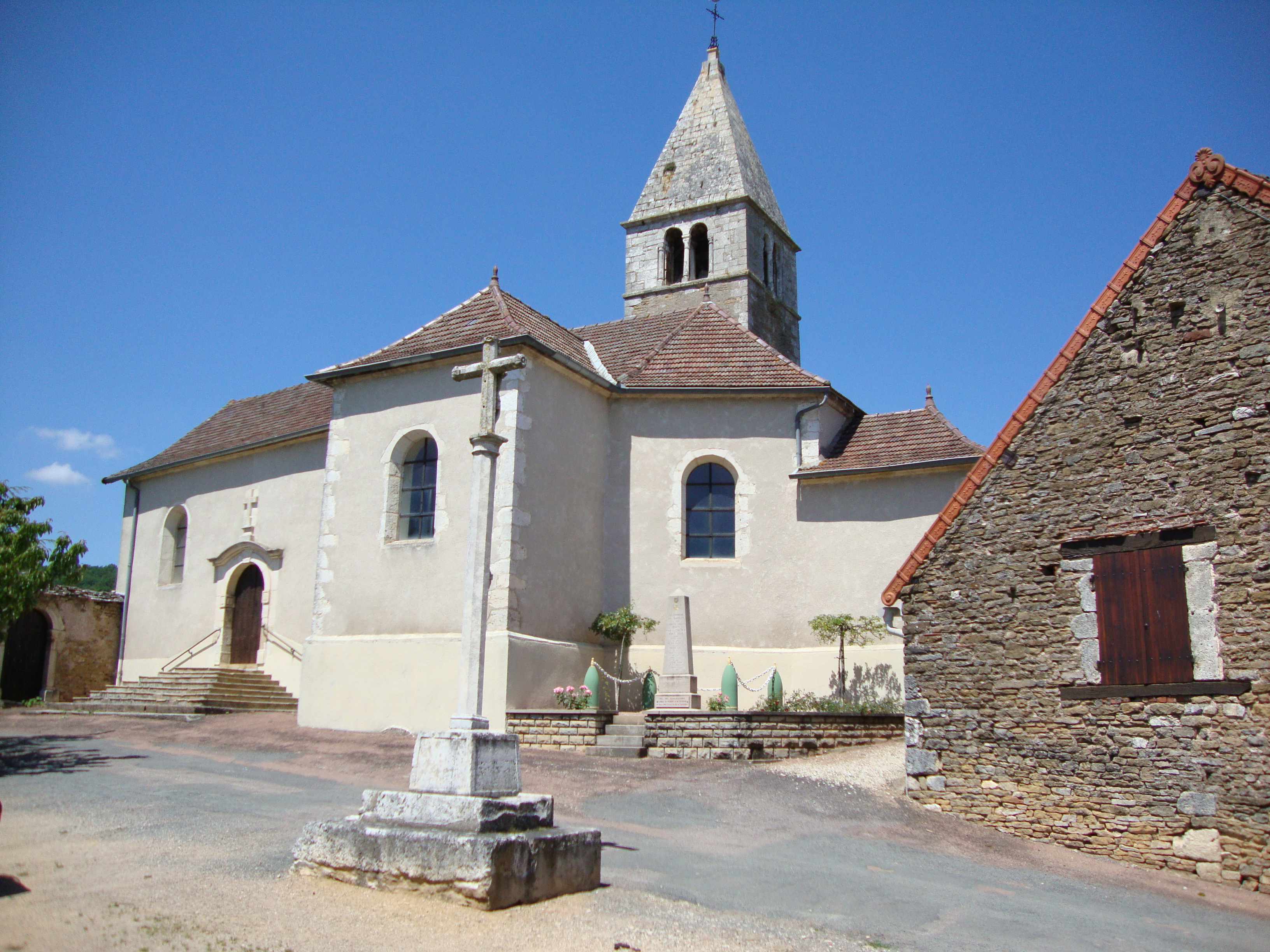
Kirche Saint-Hilaire

- Kirche Saint-Hilaire